# Cophixalus cupricarenus
Cophixalus cupricarenus es una especie de anfibio anuro de la familia Microhylidae.

## Distribución geográfica
Es endémica de la isla Rossel, del archipiélago de las Luisiadas (Papúa Nueva Guinea).